# 亚伦·戴雷科特
亚伦·戴雷科特（英语：Aaron Director，1901年9月21日—2004年9月11日），法律经济学领域的奠基人，美国芝加哥大学法学教授、经济学家 ，芝加哥经济学派重要人物之一。 芝加哥经济学派代表人物米尔顿·弗里德曼是戴雷科特的妹夫，二人一起影响了一批芝加哥大学的杰出法学家，包括美国最高法院大法官安东宁·斯卡利亚、理查德·A·波斯纳等人。
1965年从芝加哥大学退休后（荣誉退休教授），戴雷科特前往美国加利福尼亚州，担任斯坦福大学胡佛研究院的研究员。

## 早年生活
戴雷科特1901年9月21日出生于俄罗斯帝国舊喬爾托里西克，1913年随家人移民到美国俄勒冈州波特兰。1924年毕业于美国耶鲁大学，1926年戴雷科特回到波特兰并执教于波特兰劳工学院（Portland Labor College）。
1928年，戴雷科特来到芝加哥，他的亲妹妹（罗斯·弗里德曼）和芝加哥大学经济学家米尔顿·弗里德曼于1938年结婚。

## 学术生涯

### 早期生涯
戴雷科特曾于多所大学授课，包括芝加哥大学、西北大学以及霍华德大学。第二次世界大战期间，他还曾在作战部（War Department）和商务部（Department of Commerce）任职。

### 芝加哥大学
戴雷科特与著名经济学家弗里德里希·哈耶克交往甚密，他还曾说服芝加哥大学出版社于1944年9月帮助哈耶克出版了《通往奴役之路》。 1946年，戴雷科特获聘于芝加哥大学法学院。 哈耶克于1950年来到芝加哥大学任教，他积极帮助戴雷科特在芝加哥大学法学院建立“法学与社会研究项目（The Law and Society Program）”。
在芝加哥大学任教期间，戴雷科特于1958年创立了影响深远的《法律經濟學期刊》，并与诺贝尔经济学奖得主罗纳德·科斯共同担任主编。

### 胡佛研究所
1965年，戴雷科特从芝加哥大学法学院荣誉退休。而后他前往美国加州，并担任斯坦福大学胡佛研究所研究员。

## 逝世情况
2004年9月11日，戴雷科特在加州家中去世，享年102岁。